# Aschau im Chiemgau

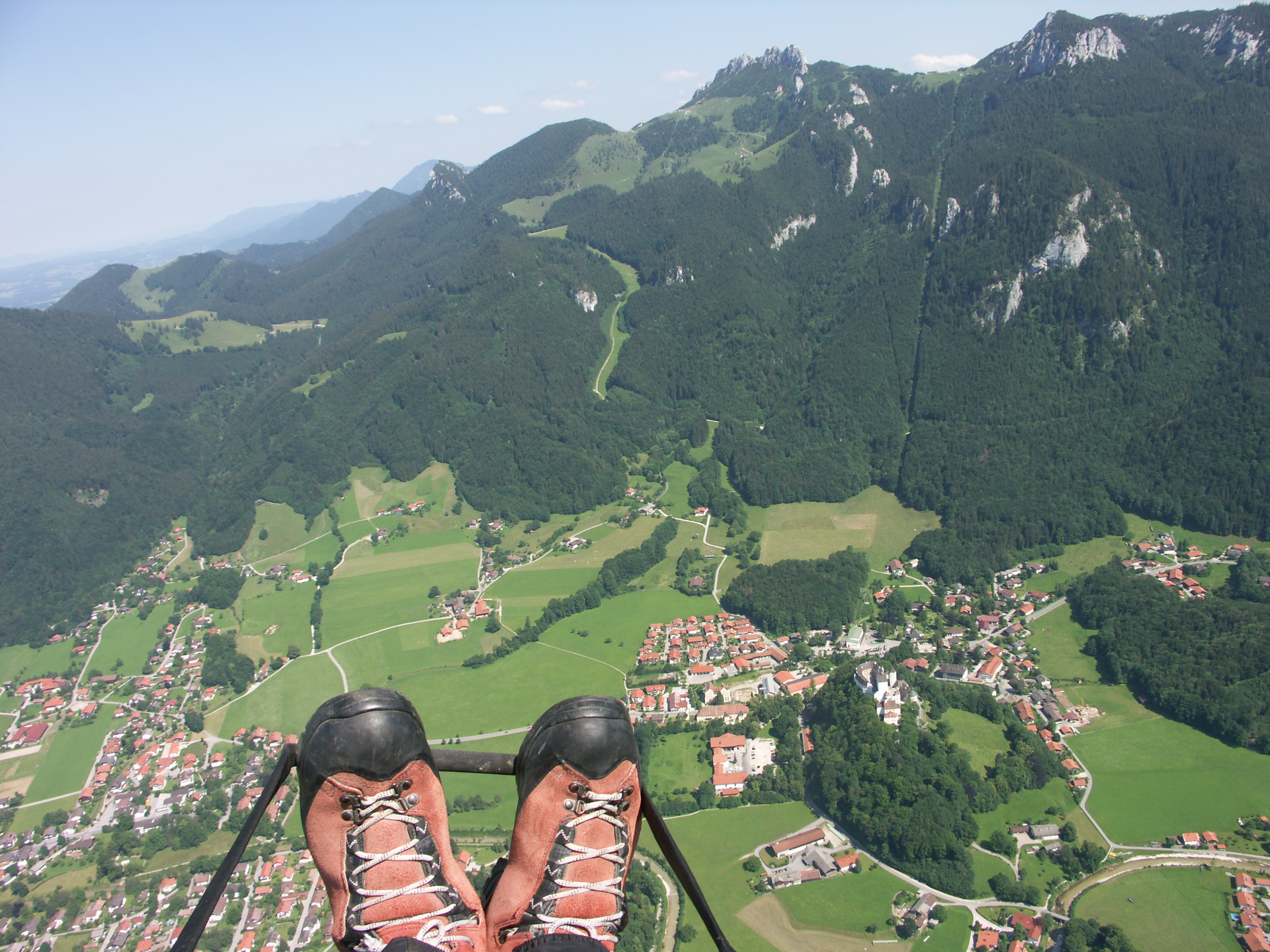
Aschau ở Chiemgau nhìn từ diều lượn.

Aschau im Chiemgau là một xã ở huyện Rosenheim bang Bayern thuộc nước Đức, có 2 làng Aschau và Sachrang.

## Địa lý
Aschau im Chiemgau nằm khoảng 23 km về phía Đông Nam của thành phố Rosenheim, 12 km về phía Nam của Prien am Chiemsee, 32 km phía Tây Nam của Traunstein và 28 km về phía Bắc của Kufstein ở Tirol. Aschau là trạm cuối của tuyến xe lửa Chiemgaubahn bắt đầu từ Prien am Chiemsee. Ở đây cũng là trạm đồng bằng của tuyến xe lên núi Kampenwandbahn.

## Lâu đài Hohenaschau

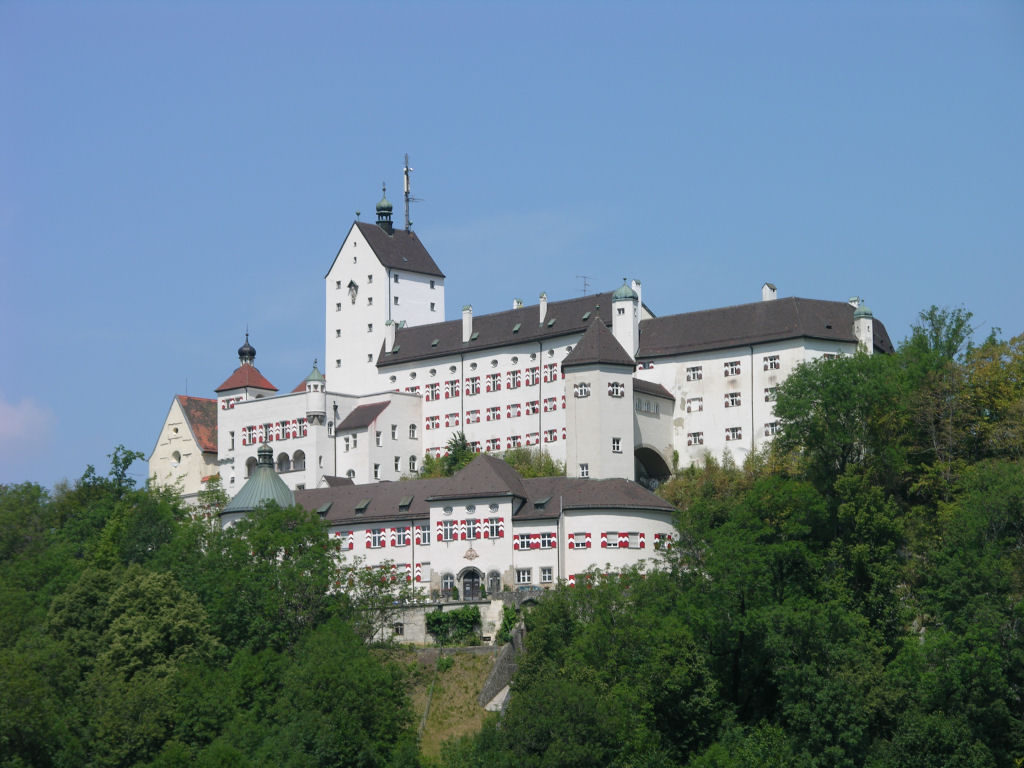
Lâu đài Hohenaschau

Lâu đài Hohenaschau thuộc Aschau đã được xây vào cuối thế kỷ thứ 12 tại đồng bằng Priental bởi Konrad và Arnold von Hirnsberg. Những quý tộc này tuy không phải là công tước nhưng có những quyền lợi đặc biệt. Sau năm 1908 lâu đài này thuộc nước Đức, và bây giờ được sử dụng làm chỗ nghỉ hè của cơ quan Hành chánh Tài chánh Liên bang (Bundesfinanzverwaltung).